# If I Never See Your Face Again
«If I Never See Your Face Again» (en español: «Si nunca veo tu rostro de nuevo») es el cuarto sencillo promocional del álbum It Won't Be Soon Before Long de Maroon 5. La canción es interpretada a dúo junto a la cantante y actriz barbadense Rihanna. 
Rihanna incluyó una versión remix de este sencillo para el relanzamiento de su álbum Good Girl Gone Bad.

## Remix y relanzamiento del sencillo
La versión original versión de "If I never see your face again" estaba completa, pero Maroon 5 contactó a Rihanna para regrabar la canción porque ellos estaban buscando, como lo dijo su líder y vocalista Adam Levine, "algo diferente". James Diener, presidente de A&M/Octone, dijo que Maroon 5 se amistarían con los fanes de Rihanna, teniendo que asistir a las actuaciones, y pensó que ella junto a Levine podían crear un dúo estilo "'guerra de los sexos". Debido a la velocidad de la colaboración, Levine comparó el remix de "If I never see your face again" con "Heard 'Em Say" (2005), trabajo junto al rapero Kanye West, explicando "Suena bien, la magia sí existe, y si hay química, que ni siquiera tiene que pensar en ello."
Rihanna dijo sentirse "honrada" al trabajar junto a Maroon 5, ya que es una de sus bandas favoritas, y que la canción también pudiese estar en su disco Good Girl Gone Bad porque siempre quiso hacer un trabajo como éste junto a ellos. Ella también atribuye su entusiasmo en esta colaboración ya que letra tiene "energía".
Maroon 5 y Rihanna actuaron por primera vez juntos en el show FNMTV de MTV.
"If I never see your face again" fue enviada a las radios el 13 de mayo de 2008.

## Video musical
El video musical, dirigido por Anthony Mandler, fue grabado en Castaic, California el 23 de abril de 2008. Uno de los set tuvo que ser repintado entre las tomas. Un reportero de MTV News llamó al video "un affair bastante glamoroso". The Guardian escribió, "La apariencia del video es bastante erótico [...] El dormitorio [amoblado elegantemente] no se asemeja a el tipo de habitaciones que se utiliza realmente en la vida y, a continuación, Rihanna utiliza una selección de trajes que realmente nadie usa". La premier del video fue el 13 de mayo en Total Request Live. Rihanna dijo en The Today Show de NBC y en TRL de MTV que éste era uno de sus vídeos favoritos, ya que disfrutó mucho al hacerlo.
En el video hay escenas en que Levine y Rihanna, según The Guardian, "coquetean profesionalmente el uno con el otro" en una mesa (sentado opuestamente el uno del otro), en un dormitorio y un sofá. Otra escena presenta a Maroon 5 tocando la canción antes que Rihanna, quien le enfoca a Levine el micrófono cuando es su turno. Levine y Rihanna ocasionalmente se realizan gestos violentos gestures—tales como arañazos y tirones de pelo—mutuamente durante el vídeo.

## Presencia en listas
La canción debutó en el ARIA Singles Chart en la posición #28 el 26 de mayo de 2008. Su debut en Estados Unidos fue en la posición #57 del Billboard Hot 100. El 8 de junio, semana en que fue relanzado Good Girl Gone Bad: Reloaded, la canción alcanzó el puesto #29 en el UK Singles Chart. La semana siguiente, la canción cayó algunas posiciones pero a la semana siguiente regresó y se posicionó en el puesto #28 pero luego cayó y quedó fuera de los charts. En suma, de acuerdo a la compañía The Official UK Charts Company, «If I Never See Your Face Again» ha vendido alrededor de 65 mil copias en el Reino Unido. En términos generales, este sencillo fracasó a nivel mundial, fallando en listas clave como en el Billboard Hot 100, entre otros.
El 6 de julio, la canción reingresó los charts posicionándose en el puesto #36. El video en Youtube se ha visto cerca de 8 millones de veces, y sigue en ascenso. La canción se mantuvo 148 semanas en listas.

## Posicionamiento
| Lista                        | Posición más alta |
| ---------------------------- | ----------------- |
| Australian Singles Chart     | 11                |
| Austrian Singles Chart       | 54                |
| Canadian Hot 100             | 12                |
| Dutch Top 40                 | 11                |
| Irish Singles Chart          | 3                 |
| Italian Singles Chart        | 15                |
| Japan Hot 100                | 97                |
| New Zeland Singles Chart     | 21                |
| Swiss Singles Chart          | 52                |
| UK Singles Chart             | 28                |
| US Billboard Hot 100         | 51                |
| US Billboard Pop Songs       | 36                |
| US Billboard Digital Songs   | 28                |
| US Billboard Adult Pop Songs | 18                |

| País                            | Posición |
| ------------------------------- | -------- |
| Australian Physical Top Singles | 53       |
| Australian Urban Singles        | 24       |

### Década
| Listas (2000-09) | Posición |
| ---------------- | -------- |
| Dutch Top 40     | 314      |